# كاواد
كاواد (أيضًا، دزهافاد ودزهافات) هي قرية وبلدية في مقاطعة صابر آباد في أذربيجان. ويبلغ عدد سكانها 3,151 نسمة. تأخذ اسمها من خانية جواد قصيرة العمر.